# APMUKS(BJ) B215839.70−615403.9
APMUKS(BJ) B215839.70−615403.9 ou Anon J220215-6139 est une galaxie, celle où a été détectée ASASSN-15lh, officiellement SN 2015L, une possible supernova.